# Aygedzor
Aygedzor (en arménien Այգեձոր ; auparavant Kulali) est une communauté rurale du marz de Tavush, en Arménie. Elle compte 2 608 habitants en 2008.